# حروف المعية
حروف المعية، هي على قول بعض النحويين مجموعة من الحروف التي تفيد معنى «مع»، وقد اختلفوا في عددها، لكنهم يجمعون دون خلاف على الواو، المعروف باسم «واو المعية» والذي يُسمى أيضًا «وأو المصاحبة»، وهو نوعان، الأوّل: كل «وأو» ينصب الاسم بعده فيجعله مفعولًا معه شرط أن يسبقه جملة ولا يصلح عطفه، مثل: «سرت والليل»، ونوع ينصب بعده الفعل المضارع ويُسمّى «وأو الجزاء»، وما بعدها مصدر مؤول معطوف على مصدر مؤول مقدر، وشرطها أن يتقدم على الفعل طلب أو نهي، كقول أبي الأسود الدؤلي:
أمّا الحروف الأخرى، فغير متفق عليها، قال إبراهيم الصفاقسي: «ومنها المعيّة: وحروفه: "الواو" في باب المفعول معه، و"إلى" بمعنى "مع" على قول، كقوله تعالى: {إلى المرافق}، و"مع" الساكنة "العين" على القول بحرفيّتها.»